# 逃亡者 (1993年の映画)
『逃亡者』（とうぼうしゃ、原題: The Fugitive）は1993年公開のアメリカ映画。妻殺しの罪を着せられた医師が警察に追われながらも真犯人を見つけ出すというサスペンス映画。
1960年代のテレビドラマ・シリーズ『逃亡者』をベースとしたリメイク作品で、医師リチャード・キンブルをハリソン・フォード、連邦保安官補サミュエル・ジェラードをトミー・リー・ジョーンズが演じた。

## 概要
物語の舞台が映画公開当時の現代へと置き換えられ、設定やストーリーは変更されているが、無実の罪を着せられながらも妻を殺害した真犯人「片腕の男」を追う医師キンブルと、彼を逃亡犯として追う好敵手ジェラード、という骨子はテレビドラマ版を踏襲している。
本作では、キンブルを幾度となく窮地に追い詰めるジェラード連邦保安官補の非情さや、逃亡犯を追う職務を楽しんでいるような姿が描かれる一方、感情移入できるような描写が少なかったテレビドラマ版のジェラード警部とは異なり、逮捕の危険を冒して自らの無実を証明しようとするキンブルの真剣な行動に有罪を確信できず、自ら再捜査に乗り出すジェラード警部の描写などが取り入れられている。ジェラード役を演じたトミー・リー・ジョーンズは第66回アカデミー助演男優賞を受賞した。
なお、本作品のスピンオフ作品として、ジェラード連邦保安官補が主役を務める『追跡者』が1998年に作られた。
本作の元となっているテレビドラマ版『逃亡者』は、1954年、アメリカ・オハイオ州でサミュエル・シェパード医師がその妻を殺害したとして逮捕された現実の冤罪事件（サム・シェパード事件）に脚色を加えた小説を元に作られている。この「濡れ衣を着せられた無実の主人公が警察などの追っ手から逃げつつ、真犯人捜しの旅をする」という形式には人気があり、これ以外にも様々な「逃亡者」が作られ、逃亡者という題名を付与されずとも似たような形式の作品は多い。
脚本を読んだハリソン・フォードは、当初、ジェラード役を熱望したという。

## ストーリー
シカゴ記念病院の有能な血管外科医リチャード・キンブルがある日の夜に帰宅すると、妻のヘレンが家の中で何者かに襲われて死に瀕していた。キンブルは犯人と思しき「片腕が義手の男」を追い払うが、妻は既に致命傷を負っており手遅れであった。キンブルはヘレンの通報で駆け付けた警察に、自分が取り逃がした義手の男について捜査するよう懇願するが、警察は死の間際のヘレンからの911番の内容を誤解し、キンブル本人が妻殺しの濡れ衣を着せられその場で逮捕されてしまう。
キンブルは裁判で無実を証明することができず、死刑判決を受けて刑務所へと移送されることになるが、その最中に他の囚人たちが逃亡を企てたハプニングにより、護送車が列車と衝突し爆発炎上するという大事故が発生する。事故を間一髪で生き延びたキンブルは混乱に乗じ、妻を殺害した真犯人を自らの手で見つけて汚名をすすぐため、事故現場から逃亡してシカゴへと向かう。一方、いち早く脱走した囚人がいることを突き止めたサミュエル・ジェラード連邦保安官補とその部下達はキンブルを追跡する。
時には持ち前のヒューマニズムが仇となって窮地に陥りつつも、キンブルは執拗なジェラードの追跡を幾度となく振り切りながら、真相の手がかりを求めてシカゴに帰り着く。そして同僚であり親友でもあるチャールズ・ニコルズからの援助も受けながら、ついには自分が目撃した「片腕が義手の男」がフレデリック・サイクスという名の人物であることを突き止める。そして犯人は妻ではなく自分を殺害することが狙いであったことや、事件の裏に大手製薬会社が絡んでいることを知る。また自分と同じ病院に勤務していた医師アレックス・レンツが関わっていたことも判明するが、レンツが少し前の夏に交通事故で亡くなっていることをニコルズから知らされる。そのころ、ジェラードは、キンブルがサイクスの家から自分に電話してきた不可解な行動から、彼は本当は無実ではないかと思い始めるようになり、キンブルが残した手がかりを元に独自に調査し始め、サイクスに目星をつけるのだが、彼に逃げられてしまう。
一方のキンブルは古巣のシカゴ記念病院で、レンツの研究に用いられていた検体が、レンツの死後にレンツ以外の何者かによってすり替えられていたことを見抜く。さらに、その状況からレンツの上司でもある親友のニコルズだけがそれをできうることと、彼こそが、自分の殺害をサイクスに指示した黒幕であり、今まで自分を欺いていたことを悟る。かつてレンツが研究中であった新薬に重大な副作用があることを指摘したキンブルは、その新薬によって富と名声を得ることを目論んでいたニコルズにとって邪魔な存在であったのだ。直ちにニコルズの元へ向かおうとするキンブルをサイクスが襲うが、キンブルはそれを返り討ちにする。
サイクスを差し向けキンブルを始末したつもりでいたニコルズは、ホテルの会場で新薬の成果に関する講演会を開いていた。そこにキンブルは乗り込み、大勢の聴衆の前でニコルズを問いただす。ニコルズは話し合う素振りを見せつつも会場を離れ、キンブルに不意打ちを浴びせようとし、2人は格闘を始める。シカゴ市警によってホテルが封鎖され、キンブルの射殺命令が出される中、独自の調査で事件の真相に辿り着いていたジェラードも到着し部下を連れてホテルの中へ突入する。
格闘の末、ニコルズが黒幕であるのを知っているジェラードの説得もあって、キンブルは投降しようとする。そしてその時、影からニコルズがジェラード警部を撃ち殺そうとしているのを見たキンブルが、間一髪でニコルズを打ちのめし、彼ら2人はジェラードに逮捕される。しかしキンブルの無実を確信していたジェラードは直ぐにキンブルの手錠を外し、報道陣が詰め掛ける現場から共にパトカーで去る。

## 登場人物
リチャード・キンブル (Richard Kimble)
演 - ハリソン・フォード
本作の主人公。シカゴ記念病院の外科医。冤罪により妻を殺害した容疑をかけられ死刑判決を受けるが、護送中に脱走し、並外れたタフネスと機転を頼りに逃走を続けながら真犯人「片腕が義手の男」を探す。真犯人を探し出して真実を白日の下に晒すことに執念を燃やすが、それ以上に医師として、瀕死の重傷を負った刑務官や患者を前にして見過ごすことができず、逃走先で医療行為に及んでは己の身を窮地に晒すこともある。一方でそうした人道的行為が、次第に彼の支持者を増やしていく、ラスト、ジェラードを射殺しようとしたニコルズを叩きのめし逮捕されるが無罪を確信していたジェラードによって直ちに手錠を外された。
サミュエル・ジェラード（Samuel Gerard）
演 - トミー・リー・ジョーンズ
キンブルを執念深く追い続ける連邦保安官補。キンブルが有罪か無罪かを裁くのは己の領分ではないと考えており、殺人犯を相手に誤った先入観を持ち込むことは職務に支障をきたすという信念から、キンブルの主張には耳を貸さないよう己を律している。しかし真犯人の手がかりを集めようとするキンブルを追い続けるうちに、彼もまた事件の真相へ近づく。
愛用の拳銃は40口径のグロック22。
チャールズ・ニコルズ (Charles Nichols)
演 - ジェローン・クラッベ
シカゴ記念病院の医師。弁護士までもがキンブルの有罪を疑う中、逃亡中のキンブルに対する助力を惜しまず、警察に対して非協力的な態度を貫く。ノベライズ版によれば、裁判中もキンブルの無実を証明するため証人として尽力したとされる。
しかし、実は彼こそが「片腕が義手の男」ことサイクスを雇っている黒幕である。自分が理事を務める製薬会社が利益を得るため、かつてキンブルが指摘した新薬の副作用を隠蔽しようとしており、逃走中のキンブルを誘い出して始末することを目論んでいる、最後はキンブルとジェラードに追い詰められ、強奪した拳銃でジェラードを殺害しようとしたがキンブルに叩きのめされ、ジェラードに逮捕された。
ヘレン・キンブル (Helen Kimble)
演 - セーラ・ウォード
キンブルの最愛の妻。物語冒頭において、自宅に忍び込んだ「片腕が義手の男」ことサイクスに殺害される。本作では、サイクスの本来の標的はキンブルであり、彼女はそれに巻き込まれたというのが真相であった。夫の仕事には理解があり、自分とのプライベートよりも急患が入った夫の職務を最優先した。生命保険に加入しており、キンブルが唯一の受取人であったことが彼が強く疑われる要因となってしまった。
アン・イーストマン (Anne Eastman)
演 - ジュリアン・ムーア
クック郡病院に勤務する若き女医。キンブルが「片腕が義手の男」が装着していた義手の手がかりを求め、清掃員に扮して同病院を訪れた際、彼が緊急の患者を放置できずに独自に診断を始めるのを目撃する。
フレデリック・サイクス (Frederick Sykes)
演 - アンドレアス・カツーラス
キンブルが追う「片腕が義手の男」こと、ヘレンを殺害した実行犯。元警察官という経歴を持つが、現在はニコルズが理事を務める製薬会社にて警備員という肩書きの元、殺し屋の仕事を請け負っている。ノベライズ版によれば、人が作った法律の側で人を殺すのも逆の側で雇われて人を殺すのも些細な違いでしかないという価値観を持っているとされ、またレンツを自動車事故に見せかけて殺害したのも、依頼を受けたサイクスとされる。
コズモ・レンフロ (Cosmo Renfro)
演 - ジョー・パントリアーノ
ジェラードの4人の部下のひとりで、チームとして一見理不尽な命令であっても上司を信頼し行動を共にする。映画のクライマックスではジェラードと共にホテルに突入するが、ニコルズに襲われ銃を奪われるという失態を演じる。
ビッグズ (Biggs)
演 - ダニエル・ローバック
ジェラードの4人の部下のひとり。
プール (Poole)
演 - L・スコット・カードウェル
ジェラードの4人の部下のひとり。黒人の女性。
ニューマン (Newman)
演 - トム・ウッド
ジェラードの4人の部下のひとり。ごく最近になってチームに加わった新米。失敗も多く、物語序盤でキンブルと共に脱走した凶悪犯を追う場面では犯人の人質となってしまい、危うく死にかける場面もあった。
アレックス・レンツ (Alex Lentz)
演 - デビッド・アーロウ
シカゴ記念病院の医師で、ニコルズの部下。新薬の治療実験を担当しており、その副作用を隠蔽するための偽装を行なっていた。生前にはサイクスと親交があり、サイクスの家に飾られていた写真にその姿を残した。キンブルが冤罪で逮捕された後に不可解な自動車事故で死亡する。ノベライズ版ではサイクスに殺されたことが明かされている。
キャシー・ワーランド (Kathy Wahlund)
演 - ジェーン・リンチ
シカゴ記念病院の女医で、キンブルやニコルズの同僚。レンツの研究データに不正があることを突き止めようとするキンブルに協力する。

## 日本語吹き替え
| 役名                   | 俳優                           | 日本語吹き替え                            | 日本語吹き替え                               | 日本語吹き替え | 日本語吹き替え |
| 役名                   | 俳優                           | ソフト版                                  | テレビ朝日版                                 | 機内上映版1    | 機内上映版2    |
| ---------------------- | ------------------------------ | ----------------------------------------- | -------------------------------------------- | -------------- | -------------- |
| リチャード・キンブル   | ハリソン・フォード             | 磯部勉                                    | 磯部勉                                       | 小川真司       | 大塚明夫       |
| サミュエル・ジェラード | トミー・リー・ジョーンズ       | 菅生隆之                                  | 小林清志                                     | 田中信夫       | 麦人           |
| チャールズ・ニコルズ   | ジェローン・クラッベ           | 有本欽隆                                  | 小川真司                                     |                |                |
| ヘレン・キンブル       | セーラ・ウォード               | 塩田朋子                                  | 宮寺智子                                     |                |                |
| アン・イーストマン     | ジュリアン・ムーア             | 佐々木優子                                | 高島雅羅                                     |                |                |
| フレデリック・サイクス | アンドレアス・カツーラス       | 山野史人                                  | 銀河万丈                                     |                |                |
| コズモ・レンフロ       | ジョー・パントリアーノ         | 田中正彦                                  | 野島昭生                                     |                |                |
| ニューマン             | トム・ウッド                   | 仲野裕                                    | 中原茂                                       |                |                |
| ビッグス               | ダニエル・ローバック           | 津田英三                                  | 金尾哲夫                                     |                |                |
| プール                 | L・スコット・カードウェル      | 寺内よりえ                                | 磯辺万沙子                                   |                |                |
| ローリンズ保安官       | ニック・サーシー               | 中村秀利                                  | 後藤敦                                       |                |                |
| ケリー刑事             | ロン・ディーン                 | 藤本譲                                    | 青森伸                                       |                |                |
| 判事                   | アンディ・ロマーノ             |                                           | 糸博                                         |                |                |
| ロゼッティ刑事         | ジョセフ・F・コサラ            | 掛川裕彦                                  | 山野史人                                     |                |                |
| 老刑務官               | リチャード・リール             | 伊井篤史                                  | 宝亀克寿                                     |                |                |
| 若い刑務官             | パンチョ・デミングス           | 平田広明                                  | 沢木郁也                                     |                |                |
| ヘンリー連邦保安官     | ジョニー・リー・ダヴェンポート | 大滝進矢                                  | 福田信昭                                     |                |                |
| 日本語版スタッフ       |                                |                                           |                                              |                |                |
| 演出                   | 演出                           | 福永莞爾                                  | 蕨南勝之                                     |                |                |
| 翻訳                   | 翻訳                           | 中島多恵子                                | たかしまちせこ                               |                |                |
| 調整                   | 調整                           |                                           | 山田太平                                     |                |                |
| 録音                   | 録音                           | 金谷和美 土屋雅紀                         |                                              |                |                |
| 効果                   | 効果                           | 相原正之 中西真澄                         | リレーション                                 |                |                |
| VTR編集                | VTR編集                        | 木村千恵                                  |                                              |                |                |
| プロデューサー         | プロデューサー                 | 小川政弘 貴島久祐子                       | 松田佐栄子                                   |                |                |
| 制作                   | 制作                           | ワーナー・ホーム・ビデオ プロセンスタジオ | ムービーテレビジョン                         |                |                |
| 解説                   | 解説                           | N/A                                       | 淀川長治                                     | N/A            | N/A            |
| 初回放送               | 初回放送                       | N/A                                       | 1996年10月6日 『日曜洋画劇場』 21:02 - 23:24 | N/A            | N/A            |

## 音楽
ジェームズ・ニュートン・ハワードが作曲し、エレクトラ・レコードは1993年8月31日にアルバムをリリースした。

## エピソード

### 他の作品との関係
「片腕の男」の義手の資料を集めるためにキンブルが潜りこむ病院は、本作の1年後に放送が開始されたテレビドラマ『ER緊急救命室』（以下、ER）の舞台にもなっている、シカゴのクック郡病院である。また、ジュリアン・ムーアが演じたイーストマン医師とのやり取りや、ERの第1話でも描かれるシカゴの聖パトリックの祝日（3月17日）も本作での見どころの一つになっている。共に配給元がワーナー・ブラザースである関係とみられる。
また、本作の出演を依頼された事があるケビン・コスナーは、『コーリング』でキンブルと同じシカゴ記念病院に勤める緊急救命室・部長ダロウ医師を演じた。

### 現実との差異
本作ではジェラードの役職がテレビドラマ版とは異なり、所轄の警察の警部（警部補）から連邦保安官補へと変更されているが、これはジェラードが逃亡するキンブルを追って広範囲の捜査を進めるという状況に説得力を持たせるための変更であると言われている。ただし現実における連邦保安官とは、連邦司法制度の保護（連邦判事・検事の警護、連邦裁判所の警備、連邦刑務所の管理、証人保護プログラムの実施等）をその所掌事務とする司法省の一部局（連邦保安局）の構成員であり、州法上の殺人罪で死刑判決を受け、郡刑務所に移送中の囚人が逃走したとしても、現実には捜査権を持たない（これを強行すればまさに越権行為であり、連邦―州間の行政訴訟問題へと発展しかねない）。あくまで、逃走現場を所轄する地元警察・保安官事務所および、州警察が排他的な管轄権を行使することとなる。本作品の中で登場する連邦保安官補たちはイリノイ州シカゴ支局連邦保安官事務所の捜査官であり、逃亡者を逮捕する任務を帯びている者として当然の権利を行使したまでであり、アメリカ全土に逃げるキンブルを追いかけるのは越権行為には当たらない。

### その他
- 映画のラストシーン[39]でキンブルを車に乗せたジェラードが、部下のプールに“Where is that thing?”（例の物を　直訳では「アレはどこにある？」）[40]と言って持って来させたのは冷却パックである。

それらしい動作をしているだけで具体的に説明する台詞は無いが、日本では早川書房から出版されているノベライズ版では地の文で「アイス・パック」と描写されている。テレビ朝日の吹替え版では「アイスパックをくれ」という台詞になっていた。テレビ版の翻訳はたかしまちせこ。ジェラード役は洋画翻訳の経験がある小林清志である。
- 脚本の初期稿ではキンブルがジェラードの妻を医療ミスで死なし、ジェラードが義手の男を雇って復讐するというストーリーであった。
- ジェラードが部下のニューマンに、頭髪が後ろで縛ってある髪型であったことに対し、「ポニーテールでもなめられるなよ｣という場面がある[42]。当時この髪型はマイナーであり、男性がする場合軟弱なイメージが一般的であった。
- ジェラードを演じるトミー・リー・ジョーンズは「常に思慮深いジェラードが人が多くいる場所で発砲するのは考えにくい」と主張し、裁判所での発砲シーンの撮影を拒んだ。最終的にデイヴィス監督の説得でジョーンズが折れたが一時的に撮影が滞った。
- キンブルがパレードに紛れ込むシーンは台本に無かったが、シカゴ出身のアンドリュー・デイヴィス監督の発案で急きょ市長の許可を得て撮影が行われた。リハーサル無しでパレードの中を走り回るハリソン・フォードとトミー・L・ジョーンズのあとを、ステディカムを持ったカメラマンが追いかけた[43]。
- 護送バスと列車の事故のシーンは実物と模型を巧みに使い分けている。列車とバスの衝突や貨物列車が脱線転覆するシーンは、ノースカロライナ州西部ディルズボロのグレートスモーキーマウンテンズ鉄道が所有する土地で実物を使って撮影が行われた。ミニチュア模型を製作するよりも2万ドルの中古機関車を使うほうが低コストだと判断された。大破したバスと列車は現在(2023年)もその場所に残されており、グレートスモーキーマウンテンズ鉄道は今後も保存する予定だという[44]。貨物車が爆発するシーンはミニチュア模型である。
- 中国で40年ぶりに一般公開されたアメリカ映画となった。低迷していた中国の映画館で大ヒットを記録し、映画館の前にはチケットを2倍の値で売るダフ屋が現れた[45]。

## 関連商品

### ノベライズ
映画の内容を基にしたノベライズ版が出版されており、日本では早川書房から日本語訳が出版されている。概ね映画に沿って作中の出来事を文章化したものとなっているが、映画では台詞に出して明言されなかった、登場人物たちの性格についても細かく描写されている。また、ノベライズ版独自に追加されたり省かれたりするなど、映画とは若干描写の異なる場面もある。
- J・M・ディラード（著）・入江真佐子（訳） 『逃亡者』 早川書房〈ハヤカワ文庫〉、1993年9月15日発行（1993年9月4日発売[46]）、ISBN 4-15-040707-X